# Upplands runinskrifter 37
Upplands runinskrifter 37 är en vikingatida runsten av granit i Säby, Galgbacken, Sånga socken och Ekerö kommun. Runstenen är 2,8 gånger 1,3 meter. Runhöjden är 4-10 centimeter. U 37 står fem meter från U 38.

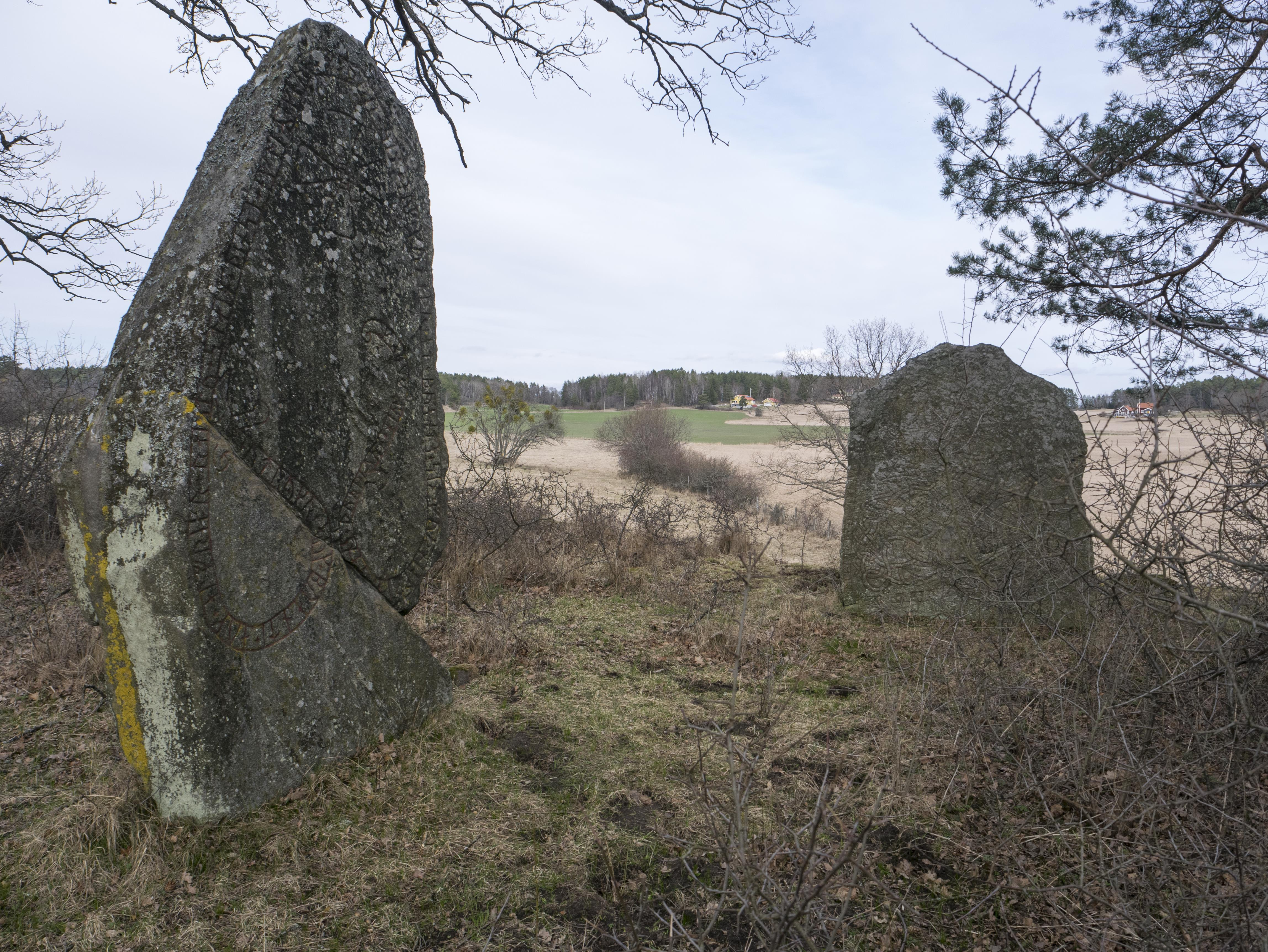
U 37 och U 38.

Stenen är rest av till minne av Kåre av sönerna Otrygg, Bonde och Alvrik samt Kåres hustru Gunned. Kvinnonamnet Gunned är inte känt från någon annan runinskrift. Ristningen är signerad av Torbjörn.

## Inskriften
Translitterering av runraden:
+ utrykr + auk + buanti + auk + alfrikr + raistu + stain + þinsa + eftiʀ + kara + faþur + sin + auk + guneþr + at + buanta + sin · guþ hialbi (a)-- -ans + þurbiurn + hiuk ' runaʀ
Normalisering till runsvenska:
Otryggʀ ok Boandi ok Alfrikʀ ræistu stæin þennsa æftiʀ Kara, faður sinn, ok Gunnæiðr at boanda sinn. Guð hialpi a[nd h]ans. Þorbiorn hiogg runaʀ.
Översättning till nusvenska:
Otrygg och Bonde och Alvrik reste denna sten efter Kåre, sin fader, och Gunned efter sin man. Gud hjälpe hans ande. Torbjörn högg runorna.